# Gajniczek krótkodzióbkowy
Gajniczek krótkodzióbkowy (Loeskeobryum brevirostre (Brid.) Fleisch.) – gatunek mchu należący do rodziny  gajnikowatych.

## Rozmieszczenie geograficzne
Gatunek amfiatlantycki. W Ameryce Północnej rośnie od Labradoru po Ontario na zachodzie i Tennessee na południu. W Europie Północnej zwarty zasięg od Wysp Owczych i Wysp Brytyjskich po wschodnią Szwecję. Pospolicie występuje na obszarze od północnej Hiszpanii i Francji po Pomorze Zachodnie (tu znajduje się większość polskich stanowisk) i Słowenię. W Polsce stwierdzany także bardzo rzadko w górach.

## Morfologia
Okazały mech rosnący w luźnych, ciemnozielonych (lub żółtozielonych) darniach. Łodygi o dług. nawet ponad 10 cm są czerwone, nieregularnie drzewkowato podzielone, z kępkami czerwonopomarańczowych chwytników, gęsto okryte parafiliami. Gałązki niejednakowej grubości: dłuższe gałązki są cieńsze, rzadziej ulistnione, krótsze gałązki są grubsze, ale gęściej pokryte liśćmi. Liście łodygowe odstające w bok, szerokosercowate, nieco wklęsłe, w nasadzie zaokrąglone, na brzegach są piłkowane. Komórki blaszki liściowej prozenchymatyczne, o długości 8-10 razy większej niż szerokość. Żebro podwójne, ramię dłuższe dochodzi do połowy blaszki. Liście gałązkowe podobne, ale mniejsze. Skupienia gametangiów dwupienne. Seta purpurowa o wys. 1,5-2,5 cm, zakończona czerwonobrązową, zgiętą puszką.

## Ekologia
Mech rośnie na podłożach różnego typu: od ziemi i humusu, poprzez skały i gnijące drewno, po korę u nasady drzew. Preferuje miejsca silnie zacienione i wilgotne.

## Ochrona
Roślina objęta częściową ochroną gatunkową w Polsce.